# Saint-Florent (Loiret)
Saint-Florent település Franciaországban, Loiret megyében. Lakosainak száma 445 fő (2022. január 1.). Saint-Florent Cerdon, Coullons, Lion-en-Sullias, Saint-Aignan-le-Jaillard, Saint-Gondon és Villemurlin községekkel határos.

## Népesség
A település népessége az elmúlt években az alábbi módon változott:
| Lakosok száma | 357  | 390  | 450  | 460  | 447  | 448  | 457  | 453  | 451  | 445  |
|               | 1968 | 1982 | 1990 | 2006 | 2013 | 2015 | 2017 | 2019 | 2020 | 2022 |